# Copa Colombia 1952-53
La Copa Colombia 1952-53 fue la segunda edición del torneo de Copa organizado por la División Mayor del Fútbol Colombiano que sería disputado de forma simultánea con el Campeonato Colombiano de 1952. A pesar de que la intención original era que el torneo se desarrollara durante todo el año 1952, la decisión de la Dimayor de que los mismos clubes pactaran las fechas en las que se jugarían las llaves, sumados a los compromisos que esos mismos clubes pactaban para hacer o recibir giras con equipos del exterior o para jugar partidos de homenaje o beneficencia, extendió la competición hasta el 1 de mayo de 1953, cuando el Boca Juniors de Cali no se presentó en el Estadio El Campín para jugar el último partido de la final contra Millonarios, obligando al árbitro a decretar el abandono (Walkover) del conjunto caleño, su derrota por 3-0 y que la Dimayor le otorgara el título al conjunto "embajador" gracias al nuevo consolidado global de tres goles a dos.

## Formato
A diferencia del sistema de doble eliminación usado en la versión anterior, esta competición se jugaría con un sistema de eliminación directa con partidos de ida y vuelta y definición por marcador global sin consideración por la regla del gol de visitante, por lo que, en caso de empate, se jugarían dos tiempos suplementarios de 15 minutos cada uno y, de persistir la igualdad, se jugaría un nuevo partido al siguiente día. Al ser un torneo con 15 equipos, Atlético Bucaramanga entró en la competición a partir de los cuartos de final.

## Cuadro de desarrollo
|  | Octavos de final       | Octavos de final     |                      |                     | Cuartos de final | Cuartos de final |  |                  | Semifinales | Semifinales |  |                      | Final | Final |  |
|  |                        |                      |                      |                     |                  |                  |  |                  |             |             |  |                      |       |       |  |
|  |                        |                      |                      |                     |                  |                  |  |                  |             |             |  |                      |       |       |  |
|  | Deportivo Manizales    | 6                    |                      |                     |                  |                  |  |                  |             |             |  |                      |       |       |  |
|  | Deportivo Manizales    | 6                    |                      |                     |                  |                  |  |                  |             |             |  |                      |       |       |  |
|  | América de Cali        | 5                    |                      |                     |                  |                  |  |                  |             |             |  |                      |       |       |  |
|  | América de Cali        | 5                    |                      | Deportivo Manizales | 1                |                  |  |                  |             |             |  |                      |       |       |  |
|  |                        |                      |                      | Deportivo Manizales | 1                |                  |  |                  |             |             |  |                      |       |       |  |
|  |                        |                      | Sporting Club        | 2                   |                  |                  |  |                  |             |             |  |                      |       |       |  |
|  | Sporting Club          | 6                    | Sporting Club        | 2                   |                  |                  |  |                  |             |             |  |                      |       |       |  |
|  | Sporting Club          | 6                    |                      |                     |                  |                  |  |                  |             |             |  |                      |       |       |  |
|  | Deportivo Samarios     | 3                    |                      |                     |                  |                  |  |                  |             |             |  |                      |       |       |  |
|  | Deportivo Samarios     | 3                    |                      |                     |                  |                  |  | Sporting Club    | 2           |             |  |                      |       |       |  |
|  |                        |                      |                      |                     |                  |                  |  | Sporting Club    | 2           |             |  |                      |       |       |  |
|  |                        |                      | Boca Juniors de Cali | 5                   |                  |                  |  |                  |             |             |  |                      |       |       |  |
|  | Universidad Nacional   | 5                    | Boca Juniors de Cali | 5                   |                  |                  |  |                  |             |             |  |                      |       |       |  |
|  | Universidad Nacional   | 5                    |                      |                     |                  |                  |  |                  |             |             |  |                      |       |       |  |
|  | Deportivo Pereira      | 6                    |                      |                     |                  |                  |  |                  |             |             |  |                      |       |       |  |
|  | Deportivo Pereira      | 6                    |                      | Deportivo Pereira   | 3                |                  |  |                  |             |             |  |                      |       |       |  |
|  |                        |                      |                      | Deportivo Pereira   | 3                |                  |  |                  |             |             |  |                      |       |       |  |
|  |                        |                      | Boca Juniors de Cali | 7                   |                  |                  |  |                  |             |             |  |                      |       |       |  |
|  | Boca Juniors de Cali   | 7                    | Boca Juniors de Cali | 7                   |                  |                  |  |                  |             |             |  |                      |       |       |  |
|  | Boca Juniors de Cali   | 7                    |                      |                     |                  |                  |  |                  |             |             |  |                      |       |       |  |
|  | Deportes Quindío       | 3                    |                      |                     |                  |                  |  |                  |             |             |  |                      |       |       |  |
|  | Deportes Quindío       | 3                    |                      |                     |                  |                  |  |                  |             |             |  | Boca Juniors de Cali | 2     |       |  |
|  |                        |                      |                      |                     |                  |                  |  |                  |             |             |  | Boca Juniors de Cali | 2     |       |  |
|  |                        |                      | Millonarios          | 3                   |                  |                  |  |                  |             |             |  |                      |       |       |  |
|  | Atlético Nacional      | 1                    | Millonarios          | 3                   |                  |                  |  |                  |             |             |  |                      |       |       |  |
|  | Atlético Nacional      | 1                    |                      |                     |                  |                  |  |                  |             |             |  |                      |       |       |  |
|  | Cúcuta Deportivo       | 12                   |                      |                     |                  |                  |  |                  |             |             |  |                      |       |       |  |
|  | Cúcuta Deportivo       | 12                   |                      | Cúcuta Deportivo    | 5                |                  |  |                  |             |             |  |                      |       |       |  |
|  |                        |                      |                      | Cúcuta Deportivo    | 5                |                  |  |                  |             |             |  |                      |       |       |  |
|  |                        |                      | Deportivo Cali       | 2                   |                  |                  |  |                  |             |             |  |                      |       |       |  |
|  | Deportivo Cali         | 8                    | Deportivo Cali       | 2                   |                  |                  |  |                  |             |             |  |                      |       |       |  |
|  | Deportivo Cali         | 8                    |                      |                     |                  |                  |  |                  |             |             |  |                      |       |       |  |
|  | Independiente Santa Fe | 3                    |                      |                     |                  |                  |  |                  |             |             |  |                      |       |       |  |
|  | Independiente Santa Fe | 3                    |                      |                     |                  |                  |  | Cúcuta Deportivo | 2           |             |  |                      |       |       |  |
|  |                        |                      |                      |                     |                  |                  |  | Cúcuta Deportivo | 2           |             |  |                      |       |       |  |
|  |                        |                      | Millonarios          | 4                   |                  |                  |  |                  |             |             |  |                      |       |       |  |
|  |                        |                      | Millonarios          | 4                   |                  |                  |  |                  |             |             |  |                      |       |       |  |
|  |                        |                      |                      |                     |                  |                  |  |                  |             |             |  |                      |       |       |  |
|  |                        |                      |                      |                     |                  |                  |  |                  |             |             |  |                      |       |       |  |
|  |                        | Atlético Bucaramanga | 0                    |                     |                  |                  |  |                  |             |             |  |                      |       |       |  |
|  |                        |                      | 0                    |                     |                  |                  |  |                  |             |             |  |                      |       |       |  |
|  |                        |                      | Millonarios          | 7                   |                  |                  |  |                  |             |             |  |                      |       |       |  |
|  | Millonarios            | 7                    | Millonarios          | 7                   |                  |                  |  |                  |             |             |  |                      |       |       |  |
|  | Millonarios            | 7                    |                      |                     |                  |                  |  |                  |             |             |  |                      |       |       |  |
|  | Junior                 | 2                    |                      |                     |                  |                  |  |                  |             |             |  |                      |       |       |  |
|  | Junior                 | 2                    |                      |                     |                  |                  |  |                  |             |             |  |                      |       |       |  |
|  |                        |                      |                      |                     |                  |                  |  |                  |             |             |  |                      |       |       |  |

### Octavos de final
| 13 de abril de 1952 | Deportivo Manizales | 3 - 3 | América de Cali | Estadio Fernando Londoño, Manizales |  |

| 11 de mayo de 1952 | América de Cali | 2 - 3 | Deportivo Manizales | Estadio Pascual Guerrero, Cali |  |

| 13 de abril de 1952 | Sporting Club | 4 - 0 | Deportivo Samarios | Estadio Romelio Martínez, Barranquilla |  |

| 11 de mayo de 1952 | Deportivo Samarios | 3 - 2 | Sporting Club | Estadio Eduardo Santos, Santa Marta |  |

| 6 de abril de 1952 | Universidad Nacional | 2 - 2 | Deportivo Pereira | Estadio El Campín, Bogotá |  |

| 13 de abril de 1952 | Deportivo Pereira | 4 - 3 | Universidad Nacional | Estadio Alberto Mora Mora, Pereira |  |

| 6 de abril de 1952 | Boca Juniors de Cali | 4 - 1 | Deportes Quindío | Estadio Pascual Guerrero, Cali |  |

| 13 de abril de 1952 | Deportes Quindío | 2 - 3 | Boca Juniors de Cali | Estadio San José, Armenia |  |

| 13 de abril de 1952 | Atlético Nacional | 0 - 6 | Cúcuta Deportivo                                                                                     | Hipódromo de San Fernando, Itagüí |                           |
|                     |                   |       | Zunino 13' · Ignacio Calle 34' · Sacco 47' · Miloc 65' · Zapiraín 75' · Ramón Alberto Villaverde 82' | Árbitro(s): José Sundheim         | Árbitro(s): José Sundheim |

| 11 de mayo de 1952 | Cúcuta Deportivo                                            | 6 - 1 | Atlético Nacional           | Estadio General Santander, Cúcuta |                            |
|                    | Zapiraín 6' 21' 72' · Juan Carlos Toja 27' 33' · Zunino 88' |       | Gabriel "Gabelo" Álvarez ?' | Árbitro(s): Eduardo García        | Árbitro(s): Eduardo García |

| 13 de abril de 1952 | Deportivo Cali | 6 - 2 | Independiente Santa Fe | Estadio Pascual Guerrero, Cali |  |

| 11 de mayo de 1952 | Independiente Santa Fe | 1 - 2 | Deportivo Cali | Estadio El Campín, Bogotá |  |

| 13 de abril de 1952 | Millonarios | 5 - 1 | Junior | Estadio El Campín, Bogotá |  |

| 11 de mayo de 1952 | Junior | 1 - 2 | Millonarios | Estadio Romelio Martínez, Barranquilla |  |

### Cuartos de final
| 22 de mayo de 1952 | Deportivo Manizales | 1 - 0 | Sporting Club | Estadio Fernando Londoño, Manizales |  |

| 12 de junio de 1952 | Sporting Club | 2 - 0 | Deportivo Manizales | Estadio Romelio Martínez, Barranquilla |  |

| 11 de mayo de 1952 | Deportivo Pereira | 1 - 7 | Boca Juniors de Cali | Estadio Alberto Mora Mora, Pereira |  |

| 25 de junio de 1952 | Boca Juniors de Cali | 0 - 2 | Deportivo Pereira | Estadio Pascual Guerrero, Cali |  |

| 22 de mayo de 1952 | Cúcuta Deportivo | 4 - 2 | Deportivo Cali | Estadio General Santander, Cúcuta |  |

| 19 de junio de 1952 | Deportivo Cali | 0 - 1 | Cúcuta Deportivo | Estadio Pascual Guerrero, Cali |  |

| 15 de agosto de 1952 | Atlético Bucaramanga | 0 - 3 | Millonarios | Estadio Alfonso López, Bucaramanga |  |

| 17 de agosto de 1952                                            | Millonarios | 4 - 0 | Atlético Bucaramanga | Estadio El Campín, Bogotá |  |
| También válido para la 13ª fecha del Campeonato colombiano 1952 |             |       |                      |                           |  |

### Semifinales
| 27 de julio de 1952 | Sporting Club | 0 - 4 | Boca Juniors de Cali | Estadio Romelio Martínez, Barranquilla |  |

| 17 de septiembre de 1952 | Boca Juniors de Cali | 1 - 2 | Sporting Club | Estadio Pascual Guerrero, Cali |  |

| 28 de septiembre de 1952 | Cúcuta Deportivo | 1 - 2 | Millonarios | Estadio General Santander, Cúcuta |  |

| 26 de octubre de 1952 | Millonarios | 2 - 1 | Cúcuta Deportivo | Estadio El Campín, Bogotá |  |

### Final
| 12 de abril de 1953 | Boca Juniors de Cali                                       | 2 - 0 | Millonarios | Estadio Pascual Guerrero, Cali |                         |
|                     | Francisco Solano Patiño (en) 5' · Lorenzo Calonga (en) 65' |       |             | Árbitro(s): Lires López        | Árbitro(s): Lires López |

| 1 de mayo de 1953 | Millonarios | 3 - 0 (W. O.) | Boca Juniors de Cali | Estadio El Campín, Bogotá          |  |
|                   |             |               |                      | Árbitro(s): Luis Alberto Fernandez |  |

|                                 |
| Bandera de Colombia             |
| Campeón Millonarios 1.er título |

## Estadísticas generales
En esta tabla se suman todos los datos de partidos disputados entre todas las rondas de eliminación y las finales disputadas.
| Pos. | Equipos                | PJ | PG | PE | PP | GF | GC | DG  | Pts. x3 |
| ---- | ---------------------- | -- | -- | -- | -- | -- | -- | --- | ------- |
| 1.   | Millonarios            | 8  | 7  | 0  | 1  | 21 | 6  | +15 | 21      |
| 2.   | Boca Juniors de Cali   | 8  | 5  | 0  | 3  | 21 | 10 | +11 | 15      |
| 3.   | Cúcuta Deportivo       | 6  | 4  | 0  | 2  | 19 | 7  | +12 | 12      |
| 4.   | Sporting               | 6  | 3  | 0  | 3  | 10 | 9  | +1  | 9       |
| 5.   | Deportivo Manizales    | 4  | 2  | 1  | 1  | 7  | 7  | 0   | 7       |
| 6.   | Deportivo Pereira      | 4  | 2  | 1  | 1  | 9  | 12 | -3  | 7       |
| 7.   | Deportivo Cali         | 4  | 2  | 0  | 2  | 10 | 8  | +2  | 6       |
| 8.   | Deportivo Samarios     | 2  | 1  | 0  | 1  | 3  | 6  | +3  | 3       |
| 9.   | América de Cali        | 2  | 0  | 1  | 1  | 5  | 6  | +1  | 1       |
| 10.  | Universidad Nacional   | 2  | 0  | 1  | 1  | 5  | 6  | +1  | 1       |
| 11.  | Deportes Quindío       | 2  | 0  | 0  | 2  | 3  | 7  | -4  | 0       |
| 13.  | Junior                 | 2  | 0  | 0  | 2  | 2  | 7  | -5  | 0       |
| 12.  | Independiente Santa Fe | 2  | 0  | 0  | 2  | 3  | 8  | -5  | 0       |
| 14.  | Atlético Bucaramanga   | 2  | 0  | 0  | 2  | 0  | 7  | -7  | 0       |
| 15.  | Atlético Nacional      | 2  | 0  | 0  | 2  | 1  | 12 | -11 | 0       |